# Dur brzuszny

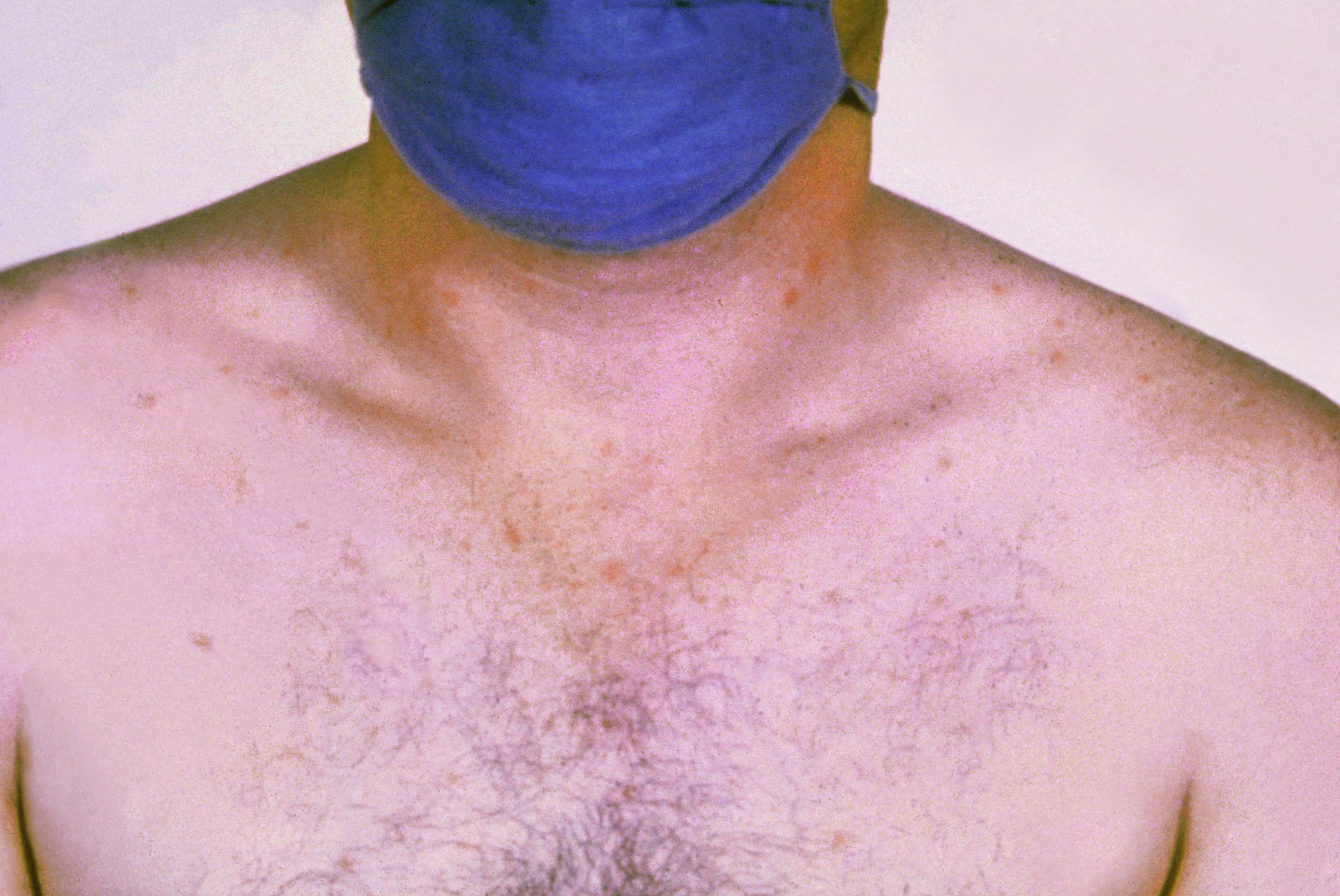
Typowy objaw choroby – różowa wysypka

Dur brzuszny (łac. typhus abdominalis, daw. tyfus lub tyfus brzuszny) – ogólnoustrojowa choroba bakteryjna wywołana Gram-ujemnymi pałeczkami Salmonella enterica, serotyp Typhi (Salmonella Typhi). Wywołują ją bakterie z grupy salmonelli, które w temperaturze 60 °C giną już po kilkunastu minutach. Źródłem zakażenia może być brudna woda, nieumyte owoce, a także nieczystości zawierające w sobie pałeczki Salmonella Typhi. Charakteryzuje się gorączką (powoli narastającą, aż do osiągnięcia ok. 40 stopni), krańcowym wyczerpaniem, bólami brzucha, objawami zatrucia endotoksyną (splątanie) i różową wysypką, tak zwaną „różyczką durową”, czyli rumieniową wysypką plamisto-grudkową zlokalizowaną na skórze klatki piersiowej lub nadbrzusza. Tym objawom towarzyszy także powiększenie wątroby, śledziony i węzłów chłonnych szyi oraz zapalenie spojówek. Pomimo gorączki występuje względne spowolnienie pracy serca – jest to objaw Fageta.

## Klasyfikacja ICD-10
| Kod choroby   | Nazwa choroby                                                                                   |
| ------------- | ----------------------------------------------------------------------------------------------- |
| ICD-10: A01   | Dur brzuszny                                                                                    |
| ICD-10: A01.0 | Dur brzuszny Zakażenia wywołane pałeczką Salmonella Typhi                                       |
| ICD-10: A01.1 | Dur rzekomy A                                                                                   |
| ICD-10: A01.2 | Dur rzekomy B                                                                                   |
| ICD-10: A01.3 | Dur rzekomy C                                                                                   |
| ICD-10: A01.4 | Dur rzekomy, nieokreślony Zakażenia wywołane pałeczką Salmonella Paratyphi, bliżej nieokreślone |

## Profilaktyka
Dokładne mycie owoców i warzyw przed spożyciem, a także picie tylko czystej wody z pewnego źródła i unikanie kontaktu z nieczystościami skażonymi bakteriami. Bardzo ważne jest mycie rąk przed jedzeniem i po wyjściu z ubikacji, ponieważ dur brzuszny (podobnie jak np. czerwonka) należy do tzw. chorób brudnych rąk (chory na dur brzuszny wydala zarazki z kałem).

### Szczepienia

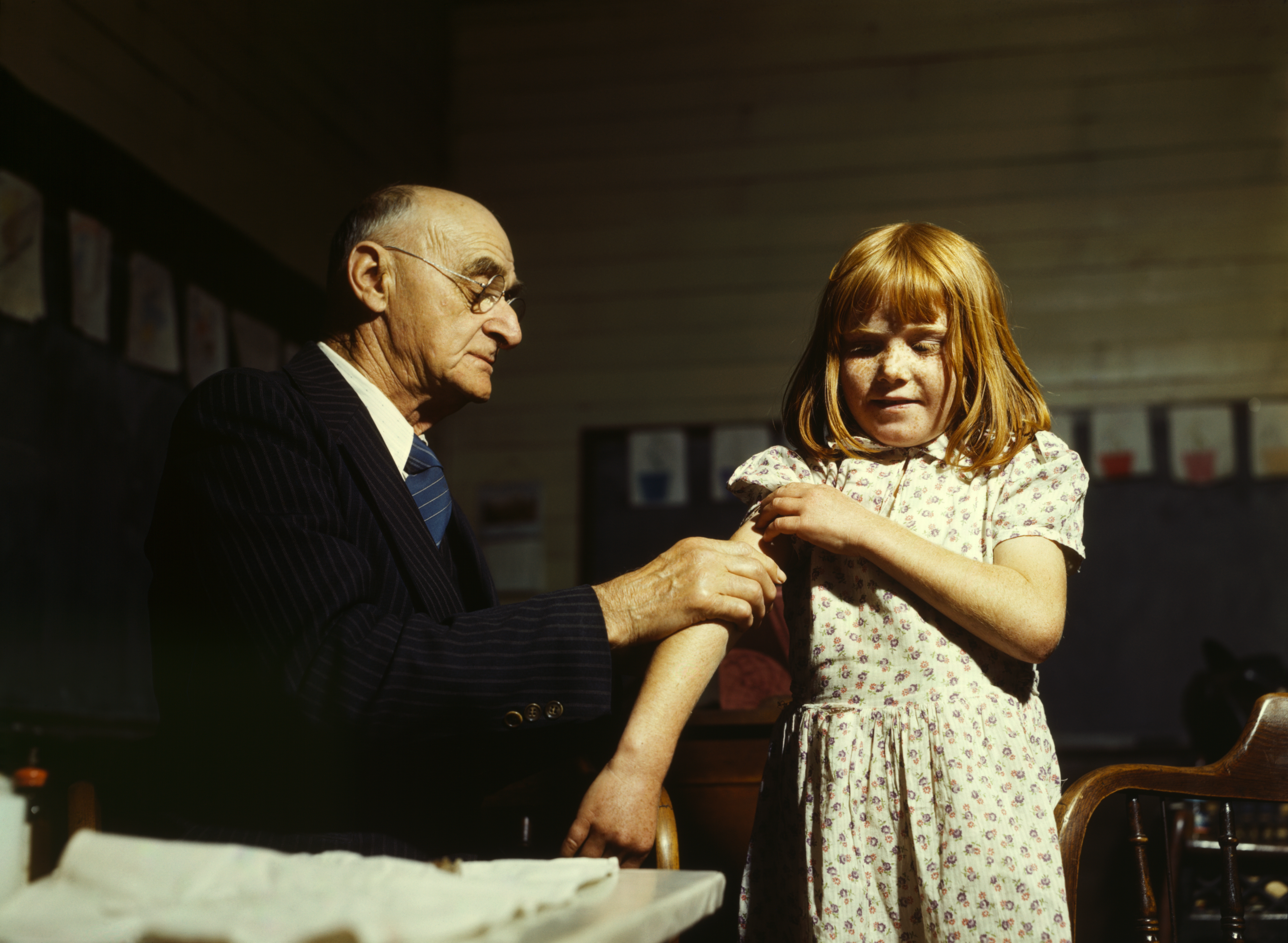
Dr Schreiber z San Augustine podaje szczepionkę przeciw durowi brzusznemu w wiejskiej szkole w hrabstwie San Augustine w Teksasie. Kwiecień 1943

Możliwe jest też przyjęcie szczepionki uodparniającej; odporność zyskuje się po jednej dawce na okres około 3 lat. Na polskim rynku dostępne są cztery szczepionki, z czego trzy podaje się poprzez wstrzyknięcie, a jedną z nich przyjmuje się doustnie:
- Typhim Vi – jednodawkowa szczepionka inaktywowana[2]
- Ty – zawiera inaktywowane bakterie Salmonella Typhi, podaje się ją w trzech dawkach[3]
- TyT – szczepionka uodparniająca na dur brzuszny oraz tężec[4]
- Vivotif – szczepionka przyjmowana doustnie, zawierająca atenuowane (osłabione) szczepy bakterii chorobotwórczych[5][6]

## Rozpoznanie
- posiew krwi (warunek konieczny) oraz pomocniczo, jako podejrzenie, dodatni posiew w kierunku Salmonella Typhi moczu, kału lub plwociny. Objawami pomocniczymi w rozpoznaniu jest też występowanie niedokrwistości, leukopenii, małopłytkowości lub wystąpienie zespołu wykrzepiania śródnaczyniowego[7].

## Stadia duru brzusznego
- okres obrzmienia rdzeniastego (stadium intumescentiae medullaris)
- okres tworzenia się strupów (stadium crustosum)
- okres tworzenia się owrzodzeń (stadium ulcerationis)
- okres oczyszczania się owrzodzeń (stadium detersionis)

## Leczenie
Wymaga leczenia antybiotykiem.
Stosowane antybiotyki to: ampicylina (8 g/dobę) przez okres gorączki, a także kilka dni po jej ustąpieniu. Alternatywne antybiotyki: ciprofloksacyna, cefoperazon. Stosowany z powodzeniem może być również sulfametoksazol z trimetoprimem (kotrimoksazol) i furazolidon. Konieczne jest wyrównanie poziomu płynów i elektrolitów.

## Rokowanie
Rokowanie dobre, jeżeli wcześnie leczony, przed wystąpieniem powikłań, a ogólny stan i odporność chorego przed chorobą nie jest upośledzona.